# The West Wing – Im Zentrum der Macht/Staffel 7
Die siebte Staffel der Fernsehserie The West Wing – Im Zentrum der Macht ist die letzte Staffel der Serie und wurde erstmals zwischen September 2005 und Mai 2006 ausgestrahlt. In Deutschland und Österreich startete die Erstausstrahlung im Februar 2011 auf dem Pay-TV-Sender FOX.

## Handlung
Die Staffel steht fast ganz in Zeichen des Präsidentschaftswahlkampfs zwischen dem Demokraten Matt Santos und dem favorisierten Republikaner Arnold Vinick. Am Wahltag stirbt Santos’ Vizepräsidentschaftskandidat Leo McGarry. Trotzdem kann sich Santos mit einem knappen Vorsprung die Präsidentschaft sichern. In den Wochen bis zur Amtseinführung, der Phase des Übergangs, bietet er Vinick die wichtige Position des Außenministers an. Die Staffel endet mit der Amtseinführung und dem gleichzeitigen Auszug von Präsident Bartlet aus dem Weißen Haus. Zuvor gelingt es Josh als Santos’ Stabschef, Sam als seinen Stellvertreter ins Team zu holen.

## Besetzung

### Hauptbesetzung
- Alan Alda als Arnold Vinick, republikanischer Senator und Präsidentschaftskandidat, danach designierter Außenminister (6 Episoden)
- Stockard Channing als Abigail Bartlet, First Lady (4)
- Kristin Chenoweth als Annabeth Schott, Angestellte der Wahlkampagne Santos/McGarry (13)
- Dulé Hill als Charlie Young, stellvertretender Sonderassistent der Stabschefin (6)
- Allison Janney als C.J. Cregg, Stabschefin des Weißen Hauses (17)
- Joshua Malina als Will Bailey, Stabschef des Vizepräsidenten (13)
- Mary McCormack als Kate Harper, stellvertretende Nationale Sicherheitsberaterin (12)
- Janel Moloney als Donna Moss, Angestellte der Wahlkampagne Santos/McGarry (13)
- Richard Schiff als Toby Ziegler, Kommunikationsdirektor des Weißen Hauses (11)
- John Spencer als Leo McGarry, demokratischer Vizepräsidentschaftskandidat (7)
- Bradley Whitford als Josh Lyman, Wahlkampfleiter der Kampagne Santos/McGarry (19)
- Jimmy Smits als Matt Santos, demokratischer Abgeordneter und Präsidentschaftskandidat (22)
- Martin Sheen als President Josiah Bartlet, Präsident der Vereinigten Staaten (12)

### Neben- und Gastbesetzung
- Janeane Garofalo als Louise Thornton, Kommunikationsdirektorin der Kampagne Santos/McGarry (15)
- Karis Campbell als Ronna Beckmann, Angestellte der Wahlkampagne Santos/McGarry (14)
- Matthew Del Negro als Bram Howard, Angestellter der Wahlkampagne Santos/McGarry (14)
- Teri Polo als Helen Santos, Ehefrau von Matt Santos (13)
- NiCole Robinson als Margaret, Assistentin der Stabschefin (12)
- Ramon De Ocampo als Otto, Angestellter der Wahlkampagne Santos/McGarry (10)
- Diana-Maria Riva als Edie Ortega, stellvertretende Wahlkampfleiterin der Kampagne Santos/McGarry (8)
- Ron Silver als Bruno Gianelli, Wahlkampfstratege der Kampagne Vinick/Sullivan (8)
- Renée Estevez als Nancy, Assistentin (8)
- Patricia Richardson als Sheila Brooks, Wahlkampfleiterin der Kampagne Vinick/Sullivan (7)
- Stephen Root als Bob Mayer, Redenschreiber von Arnold Vinick (7)
- Lily Tomlin als Debbie Fiderer, Sekretärin von Präsident Bartlet (6)
- Melissa Fitzgerald als Carol Fitzpatrick, Assistentin des Pressesprechers (5)
- Timothy Busfield als Danny Concannon, Reporter der Washington Post (4)
- Steve Ryan als Miles Hutchinson, Verteidigungsminister (5)
- Evan Arnold als Ned Carlson, Angestellter der Wahlkampagne Santos/McGarry (4)
- Nina Siemaszko als Ellie Bartlet, zweitjüngste Tochter von Präsident Bartlet (4)
- Melinda McGraw als Jane Braun, republikanische Wahlkampfstrategin (4)
- Tom Everett als Charles Frost, Agent der CIA (3)
- Brett Cullen als Ray Sullivan, republikanischer Vizepräsidentschaftskandidat (3)
- Kathleen York als Andrea Wyatt, demokratische Abgeordnete (3)
- William Duffy als Larry, Verbindungsperson zum Kongress (2)
- Peter James Smith als Ed, Verbindungsperson zum Kongress (2)
- Mary-Louise Parker als Amy Gardner, politische Funktionärin (2)
- Annabeth Gish als Elizabeth Bartlet Westin, älteste Tochter von Präsident Bartlet (2)
- Anna Deavere Smith als Nancy McNally, Nationale Sicherheitsberaterin (2)
- Rob Lowe als Sam Seaborn, früherer stellvertretender Kommunikationsdirektor des Weißen Hauses (2)
- Michael O’Neill als Secret Service Agent Ron Butterfield, Leiter des Personenschutzteams des Präsidenten (2)
- Allison Smith als Mallory O’Brien, Tochter von Leo McGarry (2)
- Oliver Platt als Oliver Babish, Rechtsberater des Weißen Hauses (2)
- Thomas Kopache als Bob Slattery, stellvertretender Außenminister (2)
- Lee Garlington als Alana Waterman, Anwältin von Toby Ziegler (2)
- Gary Cole als Vice President Bob Russell, Vizepräsident der Vereinigten Staaten (1)
- Tim Matheson als John Hoynes, früherer Vizepräsident der Vereinigten Staaten (1)
- Sam Robards als Greg Brock, Reporter (1)
- Elisabeth Moss als Zoey Bartlet, jüngste Tochter von Präsident Bartlet (1)
- Steven Eckholdt als Doug Westin, Ehefrau von Elizabeth Bartlet (1)
- Makram Khoury als Nizar Farad, Vorsitzender der PLO (1)
- Kim Webster als Ginger, Assistentin des Kommunikationsdirektors (1)
- Emily Procter als Ainsley Hayes, frühere Assistierende Rechtsberaterin des Weißen Hauses (1)

## Episoden
| Nr. (ges.) | Nr. (St.) | Deutscher Titel              | Originaltitel               | Erstausstrahlung USA | Deutschsprachige Erstausstrahlung (D) | Regie               | Drehbuch                                          |
| ---------- | --------- | ---------------------------- | --------------------------- | -------------------- | ------------------------------------- | ------------------- | ------------------------------------------------- |
| 133        | 1         | Das neue Team                | The Ticket                  | 25. Sep. 2005        | 28. Feb. 2011                         | Christopher Misiano | Debora Cahn                                       |
| 134        | 2         | Der Ödipus-Faktor            | The Mommy Problem           | 2. Okt. 2005         | 7. März 2011                          | Alex Graves         | Eli Attie                                         |
| 135        | 3         | Grenzgänger                  | Message of the Week         | 9. Okt. 2005         | 14. März 2011                         | Christopher Misiano | Lawrence O’Donnell                                |
| 136        | 4         | Glaubensfragen               | Mr. Frost                   | 16. Okt. 2005        | 21. März 2011                         | Andrew Bernstein    | Alex Graves                                       |
| 137        | 5         | Geständnisse                 | Here Today                  | 23. Okt. 2005        | 28. März 2011                         | Alex Graves         | Peter Noah                                        |
| 138        | 6         | Schmutziger Wahlkampf        | The Al Smith Dinner         | 30. Okt. 2005        | 4. Apr. 2011                          | Lesli Linka Glatter | Eli Attie                                         |
| 139        | 7         | Das Fernsehduell             | The Debate                  | 6. Nov. 2005         | 11. Apr. 2011                         | Alex Graves         | Lawrence O’Donnell                                |
| 140        | 8         | Die Unentschlossenen         | Undecideds                  | 4. Dez. 2005         | 18. Apr. 2011                         | Christopher Misiano | Debora Cahn                                       |
| 141        | 9         | Die Hochzeit                 | The Wedding                 | 11. Dez. 2005        | 25. Apr. 2011                         | Andrew Bernstein    | Josh Singer                                       |
| 142        | 10        | Der Vizekandidat             | Running Mates               | 8. Jan. 2006         | 2. Mai 2011                           | Paul McCrane        | Peter Noah                                        |
| 143        | 11        | Die Diplomatin               | Internal Displacement       | 15. Jan. 2006        | 9. Mai 2011                           | Andrew Bernstein    | Bradley Whitford                                  |
| 144        | 12        | Der Störfall                 | Duck and Cover              | 22. Jan. 2006        | 16. Mai 2011                          | Christopher Misiano | Eli Attie                                         |
| 145        | 13        | Interventionen               | The Cold                    | 12. März 2006        | 23. Mai 2011                          | Alex Graves         | Debora Cahn Handlung: Debora Cahn, Lauren Schmidt |
| 146        | 14        | Kopf an Kopf                 | Two Weeks Out               | 19. März 2006        | 30. Mai 2011                          | Laura Innes         | Lawrence O’Donnell                                |
| 147        | 15        | Endspurt                     | Welcome to Wherever You Are | 26. März 2006        | 6. Juni 2011                          | Matia Karrell       | Josh Singer                                       |
| 148        | 16        | Tag der Entscheidung, Teil 1 | Election Day (Part 1)       | 2. Apr. 2006         | 13. Juni 2011                         | Mimi Leder          | Lauren Schmidt                                    |
| 149        | 17        | Tag der Entscheidung, Teil 2 | Election Day (Part 2)       | 9. Apr. 2006         | 20. Juni 2011                         | Christopher Misiano | Eli Attie, John Wells                             |
| 150        | 18        | Requiem                      | Requiem                     | 16. Apr. 2006        | 27. Juni 2011                         | Steve Shill         | Eli Attie, Debora Cahn, John Wells                |
| 151        | 19        | Manöverspiele                | Transition                  | 23. Apr. 2006        | 4. Juli 2011                          | Nelson McCormick    | Peter Noah                                        |
| 152        | 20        | Gesucht: Vizepräsident       | The Last Hurrah             | 30. Apr. 2006        | 11. Juli 2011                         | Tim Matheson        | Lawrence O’Donnell                                |
| 153        | 21        | Verführerische Angebote      | Institutional Memory        | 7. Mai 2006          | 18. Juli 2011                         | Lesli Linka Glatter | Debora Cahn                                       |
| 154        | 22        | Abschied                     | Tomorrow                    | 14. Mai 2006         | 25. Juli 2011                         | Christopher Misiano | John Wells                                        |

## Auszeichnungen
Die siebte Staffel wurde bei der Emmy-Verleihung 2006 insgesamt 6-mal nominiert, darunter auch in der Kategorie Beste Dramaserie. Alan Alda konnte den Preis in der Kategorie Bester Nebendarsteller in einer Dramaserie gewinnen. Entscheidend dafür waren seine Leistungen in den Episoden Kopf an Kopf und Gesucht: Vizepräsident. Einen weiteren Preis gewann die Staffel für die Episode Das Fernsehduell in der Kategorie Beste Mehrkamera-Tonmischung für eine Serie oder ein Special.